# 三・一八事件
三・一八事件（さんいちはちじけん、中国語: 三一八惨案）は1926年3月18日に中華民国の首都北京において発生した、反軍閥、反帝国主義デモ運動に対する弾圧事件。この日を指して、中国人作家魯迅は「三月十八日、民国以来、もっとも暗黒なる日」と呼んだ。

## 背景
1920年代半ばに奉天派の張作霖が北京政府の覇権を握り、軍閥間の抗争が終息に向かいつつあった一方で、全土での戦乱は続き、内政の混迷がみられたことから、国際的信頼は失われており、中国の主権回復はなかなか進展を見なかった。さらに、北京政府の姿勢はむしろ日本等の列強政府からの支援を得て権力を維持することに注力しているかに見えた。
1925年11月に、東北地方において反奉戦争が、ソビエトの支援を受けた国民軍と日本の支援を受けた奉天派との間で発生した。1926年初頭までには国民軍側が不利となっていき、3月8日には天津の防衛のために大沽河口を封鎖、浚渫した。3月12日には奉天派の攻撃を支援するために、日本軍軍艦が大沽砲台を砲撃し、港を護衛していた数名の国民軍兵士が死傷した。これに対する報復として国民軍は反撃し、軍艦を天津港の外に追い出した。この行動を日本側は、1900年に義和団の乱後に締結された北京議定書への違反行為とみなした。4日後、北京議定書に署名した8か国の大使が連名で通告書を段祺瑞支配下の北京政府に宛てて送った。その要求は、段政権が大沽砲台における防御機構をすべて破棄するというものだった。

## 事件

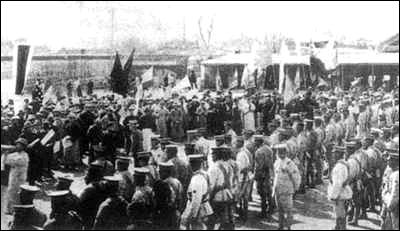
1926年3月18日に鐵獅子胡同（現在の張自忠路）にあった段祺瑞の執政府の外に集まる学生と兵士たち

学生を主体とするデモ活動は3月18日に天安門の前で展開された。デモのリーダーである李大釗は大衆の感情に訴える演説を行った。李は、通告書を送った外国大使の追放を呼びかけるだけでなく、中国と列強との間で結ばれたすべての不平等条約の撤廃を訴えた。北京政府が帝国主義からの今後の侵略行為に立ち向かおうとしていないとして、当時広州を拠点としていた国民党軍にその対応を呼びかけた。
その後のデモは北京政府本部の前の広場まで行進した。状況の不安定化を懸念していた段祺瑞は武装警察軍にデモ隊を解散させるよう命じた。対立は武力行為に発展し、47名のデモ参加者が死亡し、200名以上が負傷した。死者の中には、北京女子師範大学の学生、劉和珍などを含んでいた。デモ隊リーダーの李も負傷した。

## 事件後
当時、段祺瑞その人も事件のあった広場を訪ね、デモ参加者の遺体の前でひざまずいたと伝えられている。
共産主義者および民族主義者のデモ主催達は事件後に追及を受けることとなった。張作霖も市内の多くの学校において国民党または中国共産党に関連する書籍や雑誌を捜索するよう指示した。多くの民衆からの圧力に押されて、段政権は緊急閣議を開き、事件の責任者の処罰を求める決議を可決した。同年4月には段政権は国民党軍に追放された。
事件後、多くの記念碑が建設されている。記念碑のうちいくつかは清華大学や北京大学などの名門大学内にも置かれている。